# Арахамия-Грант, Кетеван Ревазовна
Кетеван Ревазовна Араха́мия-Грант (род. 19 июля 1968, Очамчира) — шотландская, ранее советская, грузинская шахматистка, гроссмейстер (2009), среди женщин (1987). Педагог.
Чемпионка мира среди девушек (1985). Чемпионка СССР (1990). Другие результаты в чемпионатах СССР: 1984 — 3-5-е, 1986 — 2-3-е, 1987 — 3-е места. С середины 1980-х годов участвует в соревнованиях на первенство мира: зональный турнир ФИДЕ (1985) — 11-12-е; межзональный турнир — Тузла (1987) — 2-е; турнир претенденток — Цхалтубо (1988) — 8-е места.
Лучшие результаты в других международных соревнованиях: Пётркув-Трыбунальски (1985) — 2-е;
Тбилиси (1985 и 1987) — 1-е; Мадрас (1987) — 4-е места. Победительница командного чемпионата Европы (1997) и бронзовый призёр личного чемпионата Европы (2001).
В 1996 году вышла замуж за шотландского шахматиста Джонатана Гранта (англ. Jonathan Grant), в браке родилась дочь Елена.
В ноябре 2021 года в Риге она заняла 41-е место на турнире «Большая женская швейцарка ФИДЕ».

## Изменения рейтинга
| График не отображается по техническим причинам. Чтобы исправить это, воспроизведите график в новом формате, если это возможно. |